# Ovdeanske, Lebedîn
Ovdeanske (în ucraineană Овдянське) este un sat în comuna Bîșkin din raionul Lebedîn, regiunea Sumî, Ucraina.

## Demografie
Componența lingvistică a localității Ovdeanske
     Ucraineană (100%)
Conform recensământului din 2001, toată populația localității Ovdeanske era vorbitoare de ucraineană (100%).